# Kinesiska inbördeskriget
Det kinesiska inbördeskriget (kinesiska: 国共内战; pinyin: Guó-Gòng Nèizhàn; "Nationalistisk-kommunistiska inbördeskriget") är en pågående konflikt mellan Republiken Kina (numera Taiwan) representerat av nationalistpartiet Kuomintang (KMT) och det år 1921 grundade kommunistpartiet, sedermera representant för Folkrepubliken Kina, som inleddes 1927 med väpnade strider som pågick till år 1937, då kriget tillfälligt stoppades av japanska invasionen av Kina, och efter japanska kapitulationen i augusti 1945 till våren 1950 då kommunistpartiet, under ledning av Mao Zedong som den 1 oktober 1949 utropade staten Folkrepubliken Kina, erövrat hela Fastlandskina och ön Hainan, och KMT under ledning av Chiang Kai-shek tvingades till reträtt till ön Taiwan, som är det enda som återstår av den år 1912 grundade staten Republiken Kina. Varken vapenstillestånd eller fredsavtal har undertecknats, varför Taiwans politiska status är oklar, och det är omtvistat huruvida konflikten har upphört eller ännu är pågående.

## Bakgrund
Marxismen kom relativt sent till Kina och de flesta intellektuella som sökte förändra det kinesiska samhället i slutet av Qingdynastin drogs till olika västerländska ideologier och religioner som liberalism, pragmatism, konstitutionell monarki och anarkism, medan andra aktivister försökte förnya det kinesiska kulturarvet och konfucianismen. När Qingdynastin störtades i den så kallade Xinhairevolutionen 1911 ville de flesta revolutionärer som Sun Yat-sen och Song Jiaoren införa en parlamentarisk republik, men den alltmer autokratiske presidenten Yuan Shikai slog hårt ned på all opposition och tvingade många kinesiska politiker till landsflykt. Efter Yuans död 1916 liberaliserades det politiska klimatet, men det politiska kaoset ökade i takt med att olika krigsherrar slog som om makten i landet, vilket ökade missmodet bland politiskt aktiva.
Republiken Kina gick år 1917 med i första världskriget på ententens sida, men såg Versaillesfreden efter krigets slut som ett svek, då den förlorande makten Tysklands kolonier Qingdao och Shandong skulle avträdas till Japanska imperiet istället för att återlämnas till Kina, som aldrig undertecknade fredsavtalen, vilka gav upphov till fjärde maj-rörelsen den 4 maj 1919, där många politiska aktivister blev desillusionerade med demokratiska ideologier av västerländsk stil och istället attraherade till kommunism och marxism.
Till detta bidrog det faktum att Sovjetryssland tagit avstånd från alla ojämlika fördrag med Kina och lovat att stödja den kinesiska republiken. Den nybildade Kommunistiska internationalen (Komintern) sände sändebud till Kina för att rekrytera anhängare till ett kinesiskt kommunistiskt parti. Kominterns uppgift var att sprida den proletära revolutionen vidare till andra länder, i enlighet med instruktioner från det starkt centraliserade och strikt hierarkiska sovjetiska kommunistpartiet.
Bland de första som förklarade sig ha övergått till marxismen i Kina var universitetsprofessorerna Chen Duxiu och Li Dazhao, vilka i augusti 1920 bildade en sektion av Komintern i Kina under överinseende av den ryske representanten Grigorij Vojtinskij. Intresset för kommunismen spred sig och under 1920-talet uppstod runt om i Kina ett antal kommunistiska grupperingar, vilka samlades i juli 1921 i den franska koncessionen i Shanghai för att bilda ett gemensamt parti. Den första kongressen bestod av blott 13 personer, bland andra Mao Zedong, som tillsammans grundade Kinas kommunistiska parti och drog upp dess stadgar. På kongressen bestämde man sig för att partiet skulle vara en hemlig, starkt centraliserad bolsjevikisk (leninistisk) organisation med målet att överta makten i Kina och införa ett klasslöst samhälle. Partiets mycket starkt centraliserade organisationsform gillades dock inte av alla och ett år senare hade hälften av de ursprungliga medlemmarna lämnat partiet.
En av de första sakerna partiet företog sig vara att organisera den kinesiska arbetarrörelsen. I Jiangxi-provinsen inledde Li Lisan och Liu Shaoqi 1922 en pionjärinsats genom att organisera arbetare i den viktiga kolgruvan i Anyuan. I Anyuan ledde grundades ett kooperativ och en arbetarklubb som ledde två framgångsrika strejker, vilket gjorde orten känd som "lilla Moskva", men gruvledningen krossade rörelsen med våld i samarbete med den lokale krigsherren i september 1925.

## Första fasen av inbördeskriget

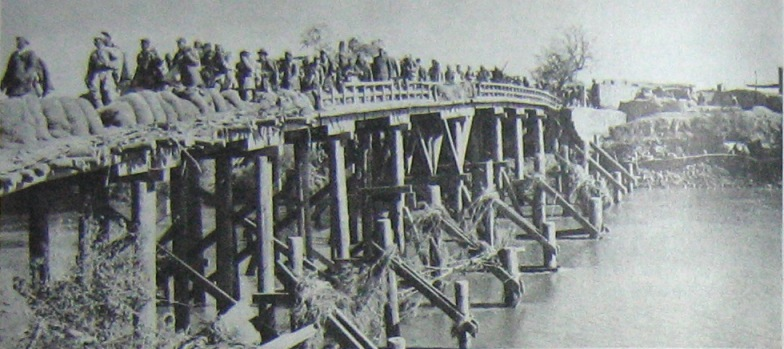
Den långa marschen började i Jiangxi i centrala östra Kina, fortsatte medsols genom södra Kina, genom gränstrakterna mot Tibet i östra Sichuan, för att sluta i Yan'an, norr om staden Xi'an i norra Kina, där en ny kommunistisk gerillabas upprättades. Marschen var en enorm förflyttning av hela kommunistpartiets organisation, undan den kinesiska nationalistregeringens och den japanska ockupationsmaktens ständiga angrepp. Genom Den långa marschen lyckades Mao Zedong grundlägga sin ställning som Kinas kommunistiska partis oomtvistlige ledare. Även andra deltagare från Den långa marschen har fått höga politiska positioner, bland annat Deng Xiaoping.

På Kominterns inrådan ingick kommunisterna en formell allians med Kuomintang (KMT) i januari 1924 och under vilken kommunisterna lovade att genomföra all sin externa propaganda som en del av KMT. Efter KMT:s förste ledare och Xinhairevolutionens inspiratör doktor Sun Yat-sens död 1925 inleddes en maktkamp inom KMT, i vilken chefen för militärakademin i Whampoa Chiang Kai-shek fick övertaget över sin rival Wang Jingwei, men samarbetet blev mindre lyckat, och motsättningarna kulminerade i att Chiang den 12 april 1927 lät avrätta flera kommunister i KKP:s basområde i Shanghai (och senare även i andra större städer). Som svar ockuperade kommunistpartiet den 1 augusti samma år Nanchang, innan nationalisterna tvingade kommunisterna till en reträtt, kallad Den lilla långa marschen, vilket anses som inledningen på ett kinesiskt inbördeskrig.
KKP:s medlemmar (då 60 000 personer) och dess sympatisörer tvingades ut på landsbygden i den fattiga provinsen Jiangxi, belägen väster om Shanghai, där de började sätta upp små sovjeter, en form av arbetare-, bonde- och soldatråd. Dessa sovjeter, samlade under namnet den Kinesiska sovjetrepubliken, kom till slut att uppfattas som ett hot mot Chiang Kai-shek och hans nationalistiska regim med huvudstad i Nanjing. Han påbörjade därför återigen aggressiva kampanjer och förföljelser mot kommunisterna, som tvingade kommunistpartiets medlemmar (då cirka 100 000 personer) ut på Den långa marschen 1934, en gigantisk förflyttning av hela partiorganisationen genom hela Kina, som slutade först när de kommunistiska gerillasoldaterna nått fram till Yan'an, Shaanxi-provinsen.
Målet med Den långa marschen var att hitta ett område som inte kunde nås av den kinesiska regeringens trupper och där upprätta en ny kommunistisk gerillabas. Yan'an valdes tack vare dess närhet till det sovjetkontrollerade Mongoliet, samt dess strategiska läge vid Gula floden, vilket innebar att militära förstärkningar från det kommunistiska Sovjet lätt kunde transporteras på transsibiriska järnvägen och vidare genom Mongoliet till den kinesiska gränsen, för att därefter skeppas med båt nedströms längs Gula floden till kommunisternas basläger i Yan'an. Gula floden kunde också användas för vidare transporter av trupper nedströms från Yan'an mot mer centrala och befolkade delar av landet: staden Xi'an, de viktiga och folkrika provinserna Henan, Hebei och Shandong, samt den viktiga staden Beiping (som var namnet på Peking 1928–1949 då Nanjing var Kinas huvudstad).
Den långa marschen bidrog till många förändringar inom partiet. Mao Zedong hade under perioden i Jiangxi-sovjeten inte haft en odelat stark ställning i partiets ledning. Han var dock oöverträffad som militär taktiker och lyckades tack vare sina militära framgångar under Den långa marschen etablera sig som Partiets oomtvistade ledare.
Under Den långa marschen utvecklade och förfinade han sina teorier kring gerillakrigföring, vilket han själv valde att kalla för "Det utdragna folkkriget" och som bestod av tre faser:
- Den första fasen bestod i att gerillasoldater gick in i ett lokalt samhälle, exempelvis en liten bergsby. Soldaterna talade med byns invånare, övertygade dem om nödvändigheten att bekämpa centralmakten (den nationalistiska Guomindang-regeringen). Lokalbefolkning hade svårt att stå emot de beväpnade gerillakämparna och övertygades ideologiskt. Lokalbefolkningen gav gerillakämparna mat och husrum. Gerillakämparna utbildade lokalbefolkningen i att sabotera centralregeringens militära installationer och infrastruktur viktig för centralmakten. Gemensamt började man utföra attacker mot centralmakten i begränsad skala.
- Den andra fasen innebar en ökning i attackernas storlek och antal. Gerillasoldaterna och bybefolkningen började även gemensamt att infiltrera omkringliggande byar. Ett nätverk av gerillakontrollerade byar byggdes upp, ofta utan centralmaktens vetskap.
- Då de gerillakontrollerade byarna blivit tillräckligt många och starka, inleddes gerillakrigets tredje fas. Gerillarörelsen var nu tillräcklig stark för att kunna attackera större städer. Dessa omringades av grupper av gerillakämpar och beväpnade bybor, belägrades, försvagades och slutligen attackerades.

Fördelen med denna typ av gerillakrigföring, var att mycket stora landområden bakom de officiella och kända stridslinjerna kunde kontrolleras av gerillan. Gerillakämpar kunde också mycket lätt klä sig som bybefolkningen, och blev på så vis omöjlig att särskilja och identifiera för regeringens trupper. Trots att gerillagrupperna saknade de ekonomiska och militära resurser som den nationalistiska Guomindang-regeringens trupper hade tillgång till, hade de funnit ett sätt att besegra dessa.
Mao Zedong anses idag som den moderna gerillakrigföringens skapare. Hans teorier om "det långvariga folkkriget" utgör en mycket viktig del av maoismen och är inskrivna i det kinesiska kommunistpartiets stadgar och i Folkrepubliken Kinas konstitution. Hans modell för gerillakrigföring har fått många efterföljare över hela världen under 1900-talets senare hälft, men ingenstans lyckades gerillakrigföringen uppnå en sådan skala och storlek som under kinesiska inbördeskriget.
Övriga teoretiska komponenter av Mao Zedong-tänkande innebär ett större fokus på bönderna istället för storstädernas arbetarklass som i Sovjetunionen.
Zhu De blev militärstrateg för den växande Röda armén. Vid den långa marschens slut 1935 hade de nått ända till Shaanxi-provinsen, och av de som lämnat Jiangxi fanns endast ett par tusen kvar.

## Japanska invasionen av Kina
Det faktum att Chiang Kai-shek koncentrerade sig på inbördeskrig med kommunisterna istället för att gå med enad front i kriget mot invasionsmakten Japan tycktes uppröra befolkningen. Därför blev det relativt lätt för kommunistpartiet att rekrytera anhängare genom att aktivt propagera för ett storskaligt försvarskrig mot Japan. Trots detta var läget svårt efter den långa marschens slut. Partiets matförråd hade blivit allt mindre och Röda armén hade lidit svåra förluster i ständiga strider med KMT. Räddningen kan ha varit det krig Japan drev mot Kina. Detta krig gjorde att KMT till slut fick ändra inriktning. Då hade i och för sig förhandlingar redan pågått i ett år med hjälp av bland andra Zhou Enlai och 1937, samma år som Japanska imperiet invaderade Kina, slogs återigen KKP samman med KMT i en enad front mot Japan. Redan i januari 1941 hade kommunistiska och nationalistiska styrkor sammanstött i Jing härad i Anhui, varefter det operativa samarbetet mellan de två parterna i praktiken upphörde och Kuomintang (som var allierade med USA under kriget mot invasionsmakten Japan vilket kom att bli en del av andra världskriget) förberedde sig på att utkämpa ett inbördeskrig mot kommunisterna så snart japanerna besegrats.
Kina hade under Chiangs styre utvecklats till enpartistat, vilket dock förbisågs av de allierade under andra världskriget som gav Kuomintang sitt fulla stöd. Amerikanerna gick så långt att de genom ett avtal i januari 1943 annullerade alla de handelsfördrag man tvingat till sig av Kina under tiden före Republiken. Trots att kommunisterna hade slutit fred med Kuomintang, förde båda sidor under kriget mot Japan intensiva folkliga kampanjer vilka, efter japanska kapitulationen 1945, ledde till att inbördeskriget snart blossade upp igen med förnyad styrka.
Samarbetet mellan de allierade försvårades av det faktum att den Sovjet-japanska pakten från 1941 fortfarande var i kraft och Stalin vägrade att träffa Chiang Kai-shek för att undvika provokationer mot Japan. Chiang fick delta i Kairokonferensen den 22-26 november 1943, där Kairodeklarationen förklarade att samtliga territorier Japan har stulit från kineserna som exempelvis Manchuriet, Taiwan och Pescadorerna, skall återställas till Republiken Kina, vilket var en stor prestigeseger för Chiang. Han fick dock inte delta i Teherankonferensen 28 november-1 december samma år, då Winston Churchill och Roosevelt rådslog med Stalin om kriget i Europa. Chiang Kai-shek hölls även utanför Jaltakonferensen i februari 1945, där Roosevelt utan att rådfråga Chiang lovade Stalin att Sovjetunionen skulle få betydande inflytande i Kina efter kriget.

## Andra fasen av inbördeskriget
Förhandlingar mellan KKP och KMT inleddes efter japanska kapitulationen 1945 men blev fruktlösa och inbördeskriget var återigen ett faktum.
Eftersom nationalisternas trupper var tunt utspridda över landet, gynnades kommunisterna som hade ett starkt fäste i norra Kina vilket understöddes av sovjetiska Röda arméns ockupation av den under världskriget japanska marionettstaten Manchukuo. I veckorna efter japanska kapitulationen lyckades kommunisterna öka sitt territoriella omfång från 116 härad till 175 på bara ett par veckor. För att förhindra ett inbördeskrig sände USA Patrick Hurley till Chongqing, där Chiang Kai-shek och Mao Zedong förhandlade om efterkrigsordningen mellan augusti och oktober 1945. Enligt "10 oktober-överenskommelsen" erkände kommunisterna nationalistregeringen som Kinas lagliga regering, medan nationalisterna erkände kommunisterna som ett legitimt parti och man inledde förhandlingar om att slå ihop nationalisternas och kommunisternas väpnade styrkor. I januari 1946 sammankallades en politiskt rådgivande konferens i Chongqing med ledamöter från alla viktigare politiska partier som skulle utarbeta en ny konstitution.
Förhandlingarna misslyckades dock och väpnade konflikter mellan nationalisterna och kommunisterna var åter ett faktum. Nationalisterna var numerärt och teknologiskt överlägsna kommunisterna och inhöstade vissa framgångar i krigets inledningsskede, bland annat erövrades kommunisternas bastion Yan'an i mars 1947. Stärkta av framgångarna utfärdades en ny konstitution och en nationalförsamling sammankallades i Nanjing utan kommunisternas medverkan 1948, där Chiang valdes till Republiken Kinas president den 20 maj. Stödet för Chiang urholkades dock snabbt på grund av regimens korruption, brutalitet mot oliktänkande och den hyperinflation som drabbade städerna i slutet på 1940-talet. 

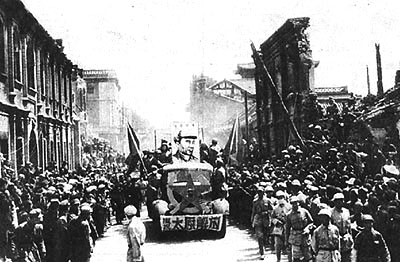
Kommunistiska styrkor intar Taiyuan i april 1949.

Efter de sovjetiska truppernas tillbakadragande ur Manchuriet hade Folkets befrielsearmé, vilket kommunisternas armé nu kallade sig, lyckats bygga upp en stark maktbas på landsbygden, varför Chiang bestämde sig för att satsa sina bästa styrkor på att driva ut kommunisterna ur regionen, istället för att konsolidera sina positioner i södra Kina. Detta visade sig vara ett ödesdigert misstag då kommunisterna övergick till konventionell krigföring för att erövra Manchuriet, vilket drabbade civilbefolkningen hårt. Mellan juni och oktober 1948 svalt minst 160 000 av Changchuns invånare ihjäl på grund av kommunisternas belägring. Efter att hårda strider utkämpats från december 1947 till november 1948 vann kommunisterna slaget om Manchuriet, vilket öppnade vägen till Peiping (Peking) som intogs den 22 januari 1949 efter en kort belägring. I samband med detta avgick Chiang från presidentämbetet och överlät tillfälligt regeringsansvaret till sin rival Li Zongren.
Efter att kommunisterna också vunnit slaget om Xuzhou november 1948-januari 1949 stod vägen öppen till nationalisternas huvudstad i Nanking, som ockuperades i april 1949 följt av Shanghai i maj samma år. Li Zongrens nationalistregering flyttade tillfälligt till Guangzhou och sedan till Chongqing, men kommunisternas erövring av fastlandet gick inte att hejda och KMT besegrades och tvingades fly till Taiwan (där Chiang till sin död arbetade för att återförena Kina under KMT:s styre). Den 1 oktober 1949 lät Mao Zedong utropa Folkrepubliken Kina inför en folkmassa på Himmelska fridens torg i Peking, som återfått sitt gamla namn Beijing (efter att ha hetat Beiping från år 1928) och ställning som huvudstad. Stridigheterna fortsatte dock i södra Kina och Chiang fortsatte att besöka nationalistiska fästen på fastlandet samtidigt som nationalistregeringen och nationalistarmén successivt flyttades till Taipei. Den 10 december 1949 lämnade Chiang och hans son Chengdu med en DC-4, vilket blev sista gången de satte sin fot på fastlandet. Kommunisternas erövring av ön Hainan 1 maj 1950 innebar att Chiangs regim slutgiltigt isolerades till Taiwan och tillhörande öar.
Den 1 mars 1950 återtog Chiang presidentämbetet och installerade sig i den japanska generalguvernörens gamla palats i Taipei på Taiwan, som kom att bli Republiken Kinas tillika Taiwans tillfälliga huvudstad, och Chiang förblev Republiken Kinas president fram till sin död. Utöver ön Taiwan, kontrollerade Chiangs regim Pescadorerna, Kinmen, Matsuöarna, och ett par öar utanför Zhejiang-provinsens kust, vilket gjorde att nationalisternas flygvapen och flotta kunde upprätthålla en sjöblockad mot kommunisterna en bit in på 1950-talet. Med stöd av USA gjorde nationalistregimen på Taiwan anspråk på att ensam företräda Kina och behöll Kinas plats i FN:s säkerhetsråd till den 25 oktober 1971. USA:s stöd till Taiwan var dock ljummet i inledningsskedet och det var inte förrän Koreakrigets utbrott sommaren 1950 som USA sände sjunde flottan till Taiwansundet för att skydda nationalistregeringen mot en invasion från Folkrepubliken.